# 563 Suleika
563 Suleika è un asteroide della fascia principale del diametro medio di circa 53,29 km. Scoperto nel 1905, presenta un'orbita caratterizzata da un semiasse maggiore pari a 2,7111147 UA e da un'eccentricità di 0,2362060, inclinata di 10,24835° rispetto all'eclittica.
Il nome fa riferimento ad uno dei personaggi del Così parlò Zarathustra, opera del filosofo tedesco Friedrich Nietzsche.